# Kościół św. Andrzeja Apostoła w Gilowicach
Kościół św. Andrzeja Apostoła w Gilowicach – kościół obrządku rzymskokatolickiego w Gilowicach w powiecie żywieckim. Zabytkowy, znajduje się na Szlaku Architektury Drewnianej województwa śląskiego.

## Historia
Obecny kościół gilowicki pierwotnie wzniesiono w sąsiedniej wsi Rychwałd. Dokładna data jego budowy nie jest znana. Jan Długosz już w latach 70. XV w. w Liber beneficiorum dioecesis Cracoviensis wspominał o kościele parafialnym w Rychwałdzie. Skądinąd wiemy, że poświęcenie kościoła rychwałdzkiego miało miejsce w 1547 r. W 1641 r. staraniem księdza Wojciecha Mazurkiewicza, plebana rychwałdzkiego, cieśla żywiecki Jerzy Wiśnicki dobudował wieżę. W 1757 r., po wybudowaniu w Rychwałdzie nowej świątyni murowanej, drewniany kościół rychwałdzki przeniesiono do Gilowic, natomiast stary kościółek gilowicki rozebrano i zużyto do wzniesienia kaplicy Serca Pana Jezusa w Rychwałdzie. W 1895 r. we wnętrzach nawy i prezbiterium Jan i Wojciech Szwedowie z Pewli Małej wykonali sklepienia pozorne. W latach 1933–1934 przedłużono nawę, dobudowano kaplicę Serca Pana Jezusa oraz przywrócono do pierwotnej postaci soboty, przebudowane w latach 1901 i 1912.

## Konstrukcja
Kościół jest orientowany, drewniany, konstrukcji zrębowej, jednonawowy. Nawa prostokątna (długość pierwotna 9,7 m, po przedłużeniu 14,7 m, szerokość 8,85 m). Od wschodu węższe 6,6 m) prezbiterium, zamknięte trzema bokami ośmioboku (długość wraz z apsydą 8,9 m). Od północy do prezbiterium przylega zakrystia, od południa symetryczna kaplica Serca Pana Jezusa. Dach nad nawą i prezbiterium jednokalenicowy, kryty gontem. Na kalenicy sześcioboczna wieżyczka na sygnaturkę z latarnią zwieńczoną cebulastym hełmem. Od zachodu kwadratowa w rzucie wieża konstrukcji słupowej z nadwieszoną izbicą, zwieńczoną hełmem w kształcie smukłego ostrosłupa, o połaciach załamanych w dolnej części. Dookoła kościoła otwarte soboty.

## Wyposażenie
Wystrój wnętrza barokowy, wyposażenie głównie barokowe i klasycystyczne. Wśród rzeźb wyróżnia się drewniany posążek Matki Boskiej z Dzieciątkiem – cenny zabytek gotyckiej plastyki z 3 ćwierci XIV w.